# Automatic Exhaust Timing Control
AETC (afkorting van Automatic Exhaust Timing Control) is een systeem van Suzuki motorfietsen met variabele uitlaatpoorten (dubbele schuif) voor het verbeteren van het vermogen in het midden- en hoge toerengebied. AETC werd elektrisch bediend met signalen vanuit de (digitale) ontsteking en toegepast op de tweetakten vanaf 1988, onder andere RGV 250 Gamma en de crossers.
AETC II (Automatic Exhaust Timing Control II) was een verbeterde uitvoering van AETC, vanaf 1990. In tegenstelling tot AETC, dat slechts twee standen kende, heeft AETC II er drie: high, middle en low. Vanaf 1995 werd deze gecombineerd met een power chamber.